# Lazzaro Opizio Pallavicini

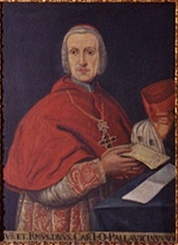
Kardinal Lazzaro Opizio Pallavicini

Wappen von Kardinal Lazzaro Opizio Pallavicini

Lazzaro Opizio Pallavicini (* 30. Oktober 1719 in Genua; † 23. Februar 1785 in Rom) war ein italienischer katholischer Kardinal, Erzbischof und Kardinalstaatssekretär.

## Biografie
Lazzaro Opizio Pallavicini wurde am 30. Oktober 1719 in Genua in die Pallavicini Familie des genuesischen Patriziats geboren. Er war der jüngste drei Kinder von Paolo Girolamo, Senator der Republik Genua, und Giovanna di Luciano Serra. Zudem war er der Neffe des Kardinals Lazzaro Pallavicino (1602–1680).
Er schlug eine kirchliche Laufbahn ein und studierte an der Universität La Sapienza in Rom, wo er den Doktortitel in utroque iure (Kirchen- und Zivilrecht) erwarb. Anschließend wurde er Referendar am obersten Gerichtshof der Apostolischen Signatur. Am 8. November 1751 wurde er zum Gouverneur der Provinz Marca Anconitana ernannt.
Er empfing die niederen Weihen am 18. Februar 1754, wurde am 24. Februar zum Subdiakon, am 10. März zum Diakon und am 19. März 1754 zum Priester geweiht. Am 1. April desselben Jahres wurde er zum Titularerzbischof von Lepanto ernannt und am 7. April in Rom von Kardinal Federico Marcello Lante Montefeltro della Rovere zum Bischof geweiht. Die Bischofsweihe spendete ihm am 7. April 1754 Kardinal Federico Marcello Lante, Mitkonsekratoren waren Erzbischof Antonio Branciforte Colonna und Bruno Ballyet, OCD, Bischof von Babylon. Am 16. April 1754 wurde er zum Assistenzbischof des päpstlichen Thrones ernannt. Von 21. Mai 1754 bis zum 9. Februar 1760 war er Apostolischer Nuntius im Königreich Neapel, anschließend von 1760 bis 1767 Nuntius in Spanien.
Im Konsistorium vom 26. September 1766 wurde er von Papst Clemens XIII. zum Kardinalpriester kreiert. Obwohl er noch in Spanien war, wurde er im Dezember 1766 zum Legaten in Bologna ernannt. Erst als er 1768 nach Rom zurückkehrte, erhielt er von Papst den Kardinalshut und wurde am 20. Juni des Jahres als Kardinalpriester seiner Titelkirche Santi Nereo ed Achilleo installiert. Als Pallavicini sich in Bologna aufhielt, starb in Rom Papst Clemens XIII. Der Kardinal reiste sofort nach Rom, um am Konklave zur Wahl des Nachfolgers teilzunehmen.
Der neue Papst Clemens XIV. ernannte Kardinal Pallavicini sofort nach seiner Wahl am 19. Mai 1769 zum Kardinalstaatssekretär. Auch am Konklave von 1774 bis 1775, das Papst Pius VI. wählte, nahm er teil und blieb weiterhin Kardinalstaatssekretär. Vom 29. Januar 1776 bis zum 17. Februar 1777 war er Kämmerer des Kardinalskollegiums.
Am 14. Dezember 1778 wählte er den Titel der Titelkirche San Pietro in Vincoli. Am 3. Oktober 1783 wurde er zum bevollmächtigten Gesandten ernannt, mit dem Auftrag, Verträge mit der Republik Venedig auszuhandeln.
Als Kardinal Carlo Vittorio Amedeo delle Lanze, der Präfekt der Konzilskongregation, nach Piemont gesandt wurde, wurde Pallavicini als Vertreter eingesetzt. Da Kardinal delle Lanze am 25. Januar 1784 starb, wurde Pallavicini Pro-Präfekt jener Kongregation.
Er starb am 23. Februar 1785 in Rom. Sein Leichnam wurde in der Basilika Santa Maria sopra Minerva aufgebahrt, wo auch das Begräbnis stattfand. Gemäß seinem Wunsch wurde er in der Kirche San Nicola da Tolentino agli Orti Sallustiani in Rom beigesetzt.

## Sonstiges
- Aus der Familie Pallavicini stammen neben anderen zwei Kardinäle, nämlich Opizio Pallavicini (1632–1700) und Lazzaro Pallavicini (1686–1744), deren Vornamen Lazzaro Opizio Pallavicini trug.